# Stoloteuthis maoria
Stoloteuthis maoria е вид главоного от семейство Sepiolidae.

## Разпространение и местообитание
Видът е разпространен в Нова Зеландия (Северен остров и Чатъм).
Среща се на дълбочина около 430 m, при температура на водата около 7,8 °C и соленост 34,5 ‰.